# Mallee Cliffs National Park
Mallee Cliffs National Park är en park i Australien. Den ligger i delstaten New South Wales, i den sydöstra delen av landet, omkring 810 kilometer väster om delstatshuvudstaden Sydney.
Trakten runt Mallee Cliffs National Park är nära nog obefolkad, med mindre än två invånare per kvadratkilometer.. Det finns inga samhällen i närheten.
Omgivningarna runt Mallee Cliffs National Park är i huvudsak ett öppet busklandskap. Genomsnittlig årsnederbörd är 342 millimeter. Den regnigaste månaden är februari, med i genomsnitt 77 mm nederbörd, och den torraste är oktober, med 6 mm nederbörd.